# Gemeinde Ruše

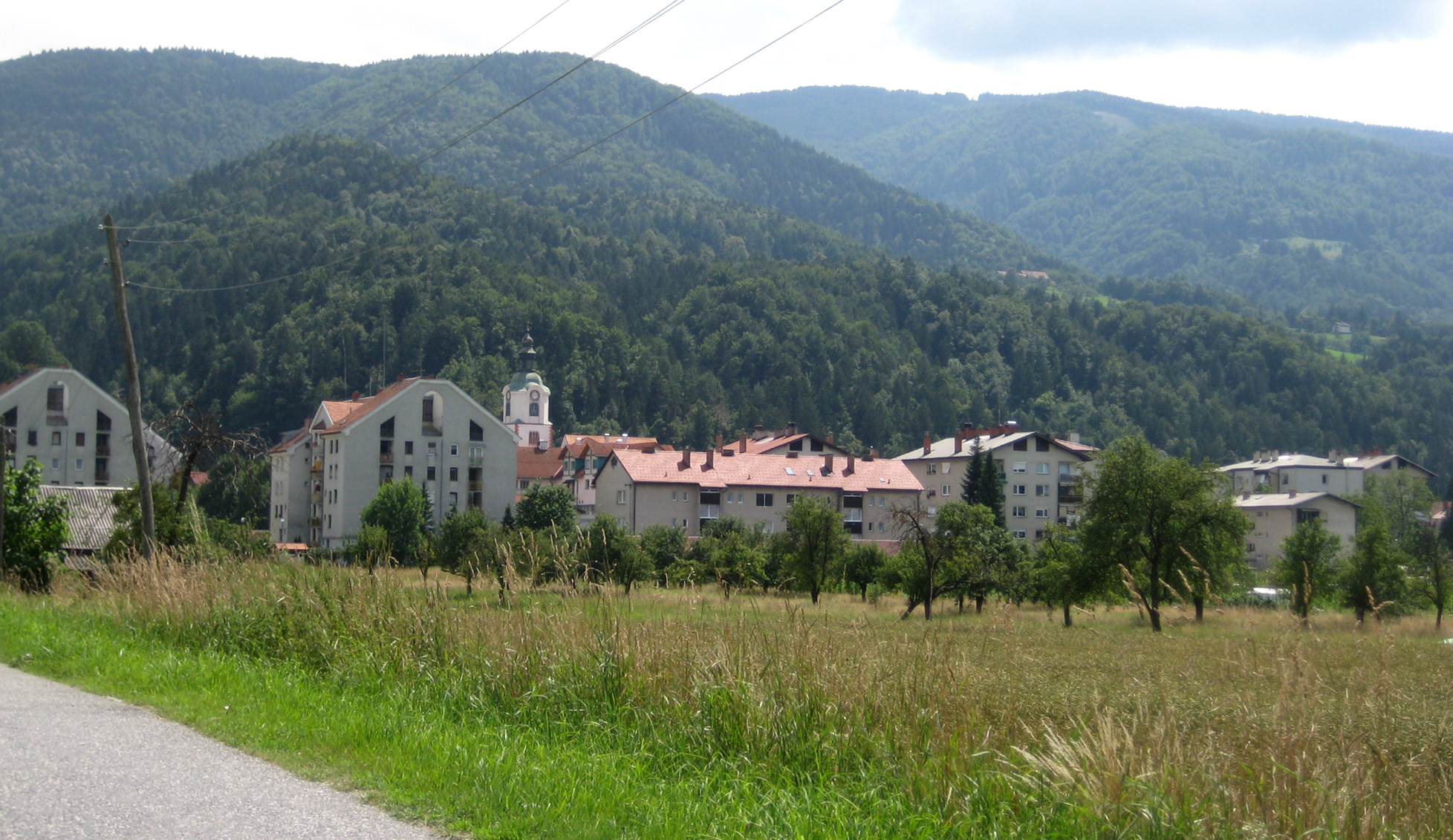
Blick in Richtung des Ortszentrums von Ruše. Im Hintergrund ist das Pohorje zu sehen.

Die Gemeinde Ruše (deutsch: Maria Rast) ist eine Gemeinde in der historischen Landschaft Spodnja Štajerska (Untersteiermark), Region Podravska, in Slowenien. Hauptort und Verwaltungssitz ist die Ortschaft Ruše.

## Lage
Ruše liegt am rechtsseitig der Drau. Der Großteil der Bevölkerung lebt im äußersten Nordosten des Gemeindegebietes, hier bildet das Drautal eine Ebene auf etwa 300 m ü. A. Der Rest wird vom hügeligen Pohorje (Bacherngebirge) eingenommen und ist naturgemäß dünn besiedelt. Das Ortszentrum ist etwa 12 km vom Mariborer Stadtzentrum entfernt.
Ein Teil des Skigebietes von Maribor erstreckt sich bis nach Ruše, welches hier als Ruško Pohorje bezeichnet wird.

## Ortschaften
Die Gemeinde umfasst die folgenden sieben Ortschaften In den Klammern wurden bis zum Abtreten des Gebietes an das Königreich der Serben, Kroaten und Slowenen im Jahr 1918 vorwiegend von der deutschsprachigen Bevölkerung verwendet und sind heutzutage größtenteils unüblich.
- Bezena (Hollern)
- Bistrica ob Dravi (Feistritz bei Maria Rast)
- Fala1 (Faal)
- Lobnica (Ruše) (Lobnitz)
- Log
- Ruše (Maria Rast)
- Smolnik (Zmollnig)

1 Fala gehört nur teilweise zur Gemeinde Ruše, ein weiterer Teil gehört zur Gemeinde Selnica ob Dravi.

## Nachbargemeinden
|                    | Selnica ob Dravi                            |               |
| Lovrenc na Pohorju | Kompassrose, die auf Nachbargemeinden zeigt | Maribor       |
|                    | Slovenska Bistrica                          | Hoče-Slivnica |

## Verkehr
Ruše liegt an der Drautalbahn, die rechtsseitig direkt an der Drau verläuft. Insgesamt gibt es vier Bahnhöfe oder Bahnhaltestellen auf dem Gemeindegebiet: Bistrica ob Dravi, Ruše tovarna, Ruše und Fala. Entlang der Strecke fahren aktuell (August 2019) ausschließlich Regionalzüge ohne einen bestimmten Takt einzuhalten.
Über eine Regionalstraße besteht eine Verbindung nach Maribor und Lovrenc. Die Nationalstraße 1 Marburger Straße befindet sich linksseitig der Drau und damit außerhalb des Gemeindegebietes. Über die einzige Draubrücke nach Selnica ob Dravi lässt sich diese erreichen.

## Sehenswürdigkeiten
- Maribor
- Mariborsko-Pohorje-Ski- und Wandergebiet

## Geschichte
Auf dem Gemeindegebiet wurden nahe der Ortschaft Lobnica 15 Massengräber aus der Zeit nach dem Zweiten Weltkrieg gefunden.